# Rettenbach (Gemeinde Deutschlandsberg)
Rettenbach ist eine Ortschaft im Westen der Gemeinde Deutschlandsberg im Gebiet der ehemaligen Gemeinde Kloster im österreichischen Bundesland Steiermark. Sie liegt zu einem großen Teil in der Katastralgemeinde Rettenbach-Kloster.

## Geografie
Rettenbach umfasst den Südhang des Schwarzkogels entlang der Hebalmstraße und ihrer Nebenstraßen westlich und südlich der Ortschaft St. Oswald in Freiland. Im Süden bildet die Grenze das Tal der Laßnitz und des Rettenbaches, im Norden der Kamm des Schwarzkogels (mit Wolfsriegel und Hochriegel/Blochriegel).
Das Siedlungsgebiet Rettenbach ist flächenmäßig größer als die Katastralgemeinde. Ob ein Gebäude, eine Grundfläche usw. zu Rettenbach gehört, wird verschieden beantwortet, je nachdem, ob die Frage eher in geografischen oder eher in amtlichen Zusammenhängen gestellt wird. Diese Unterschiede beruhen auf einer Grenzveränderung im Jahr 1891.
Rettenbach hat nach den amtlichen Statistikunterlagen auf Basis der Volkszählung 2001 79 Gebäude, davon 27, in denen Menschen ihren Hauptwohnsitz haben. In Rettenbach gab es 2001 34 Haushalte und 82 Wohnungen. In Rettenbach wurden 2001 36 Nebenwohnsitze gezählt, eine Arbeitsstätte und vier land- und forstwirtschaftliche Betriebsstätten.

### Siedlungsgebiet
Zu Rettenbach wird im Alltag auch der südöstliche Teil der Katastralgemeinde Klosterwinkel gerechnet, der an die Laßnitz grenzt. Die Südseite des Schwarzkogelzuges wurde bereits in einem Urbar aus 1410 vollständig zu Rettenbach gezählt. Rettenbach grenzte direkt an das heutige Freiland (damals: Mitterspiel).
Rettenbach ist eine Streusiedlung ohne eigenen Ortskern.

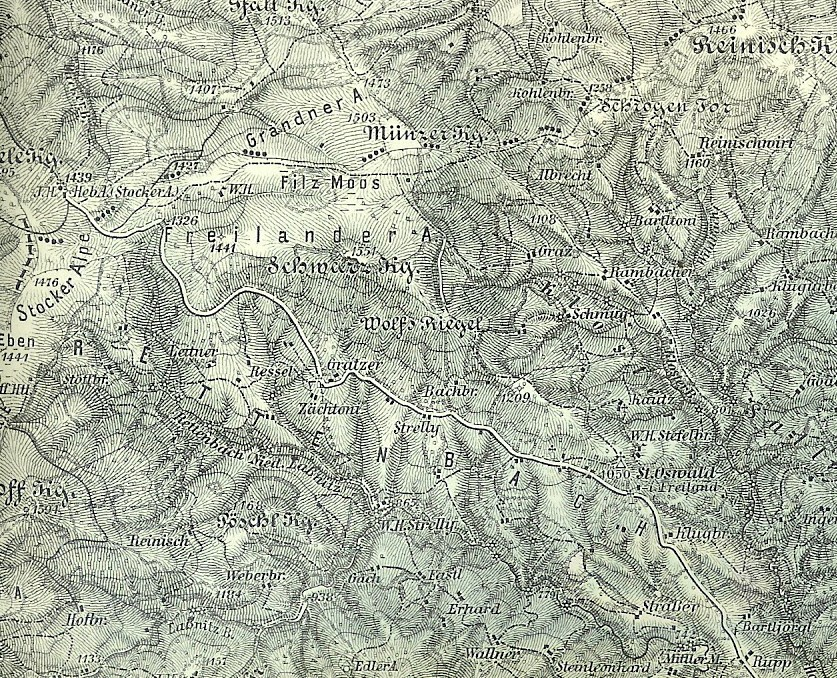
Rettenbach in der Gemeinde Kloster ca. 1930

Dass auf Landkarten (auch elektronischen Darstellungen, wie im Internet) westlich von St. Oswald das Wort „Rettenbach“ zweimal aufscheint, hat technische Gründe, aber keine inhaltliche Aussage: Dort stießen zwei Kartenblätter der amtlichen österreichischen Karte 1:50.000 zusammen (Blattschnitt), wobei der Name in der Randzone jedes dieser Kartenblätter angeführt war und beim Zusammenführen der beiden Kartenblätter damit zweimal aufschien. Es gibt aber nur eine Ortschaft Rettenbach im Gebiet von Kloster.
Der westliche Teil der Katastralgemeinde Rettenbach wurde nach den Katastermappen im 19. Jahrhundert als „Winkel“ bezeichnet, ebenso wie der südlich angrenzende Teil der Gemeinde Osterwitz. Angaben, eine Siedlungsstelle läge „im Winkl“, enthalten damit keine Aussage über dessen Gemeindezugehörigkeit.

### Rometzen
Am Südhang des Wolfsriegels befindet sich ein Gebiet, das im 19. Jahrhundert „Rometzen“ (Rametz, Ramsn) genannt wurde. Dieser Name stammt aus dem Lateinischen und bezeichnet ein kleines Wäldchen oder ein Gebiet mit Büschen.

### Katastralgemeinde
Die Katastralgemeinde Rettenbach ist außer im Süden von der Katastralgemeinde Klosterwinkel umgeben. Die Grenze verläuft u. a. durch den Ort St. Oswald und ist außerhalb der Katastermappe nicht bezeichnet (auf dieser amtlichen Aufzeichnung beruhen allerdings die Grundbuchseintragungen und damit die Eigentumsverhältnisse an den Gebäuden und Grundflächen). Flächen südöstlich von St. Oswald in Freiland gehören in diesem Zusammenhang nicht zu Rettenbach.
Zur Unterscheidung von den Katastralgemeinden „Rettenbach“ in der Gemeinde Hollenegg und in der Gemeinde Seggauberg wird die Katastralgemeinde in amtlichen Unterlagen „Rettenbach-Kloster“ genannt.

### Hebalmstraße
Die Hebalmstraße (Landesstraße 606) durchläuft Rettenbach und verbindet die Ortschaft mit der Bezirkshauptstadt Deutschlandsberg im Osten und mit Preitenegg in Kärnten an der B 70 Packer Straße und der Autobahnanschlussstelle Pack der A 2 Südautobahn.

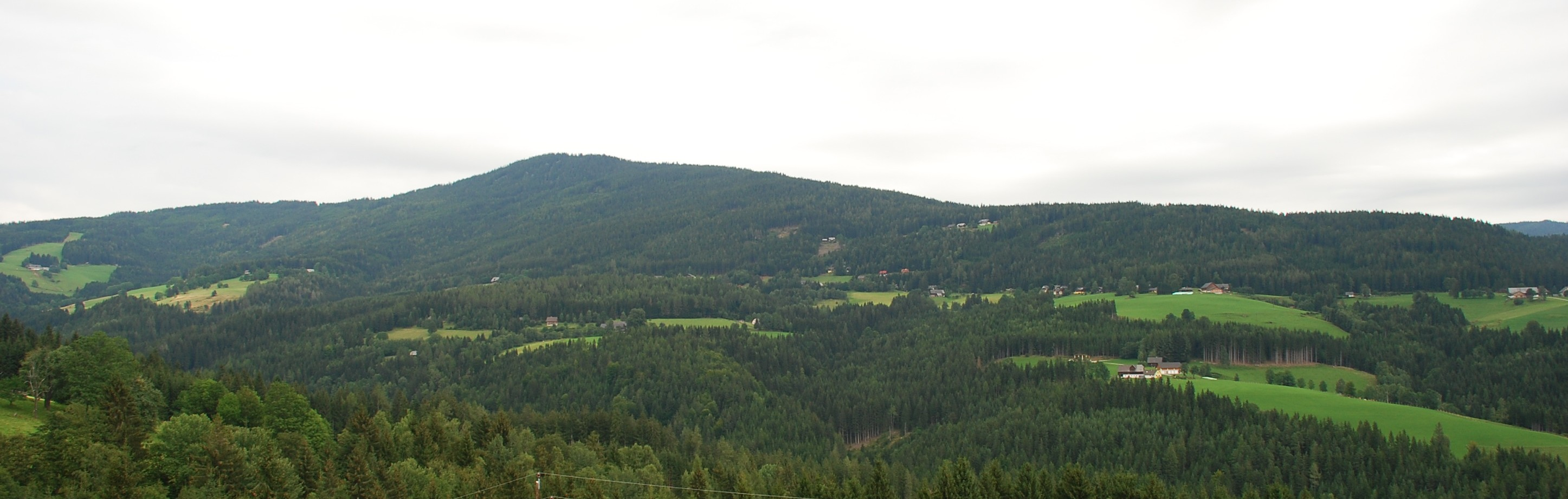
Äcker, Wiesenflächen und Waldgebiete der Bauernhöfe in Rettenbach am Hang des Schwarzkogels

Rettenbach steigt gegen Westen zur Hebalm nicht regelmäßig, sondern stufenförmig an, an den fünf bis ca. zwanzig (Zachthoma: ca. 100 Meter) hohen Geländekanten liegen die Bauernhöfe: Die Hebalmstraße überwindet diese Geländekanten in Steigungen, die in der Umgangssprache nach dem jeweiligen Bauernhof benannt sind: Es gibt westlich von St. Oswald die Marxbauer-, Faustner-, Kriegl-, Ircher-, Strehly-, Gratzen- und Zachthoma-Höhe (in der Umgangssprache [ˈhɘːʌχ] ausgesprochen). Auch wenn die Hebalmstraße (seit ca. 1965) zweispurig gut ausgebaut ist, können diese Straßenstücke je nach Straßenzustand große Herausforderungen für ungeübte Kraftfahrer bilden (falls z. B. rechtzeitiges Herunterschalten oder Schneekettenanlegen vergessen wurde – einige Strecken sind unübersichtlich oder münden in scharfe Kurven).
Die abwechslungsreiche Straßenführung aufgrund dieser geologischen Situation, die relativ geringe Verkehrsbelastung und die weiten Ausblicke haben dazu geführt, dass die Hebalmstraße eine beliebte Strecke für Motorradausflüge, aber auch Trainingsstrecke für Radfahrer wurde.

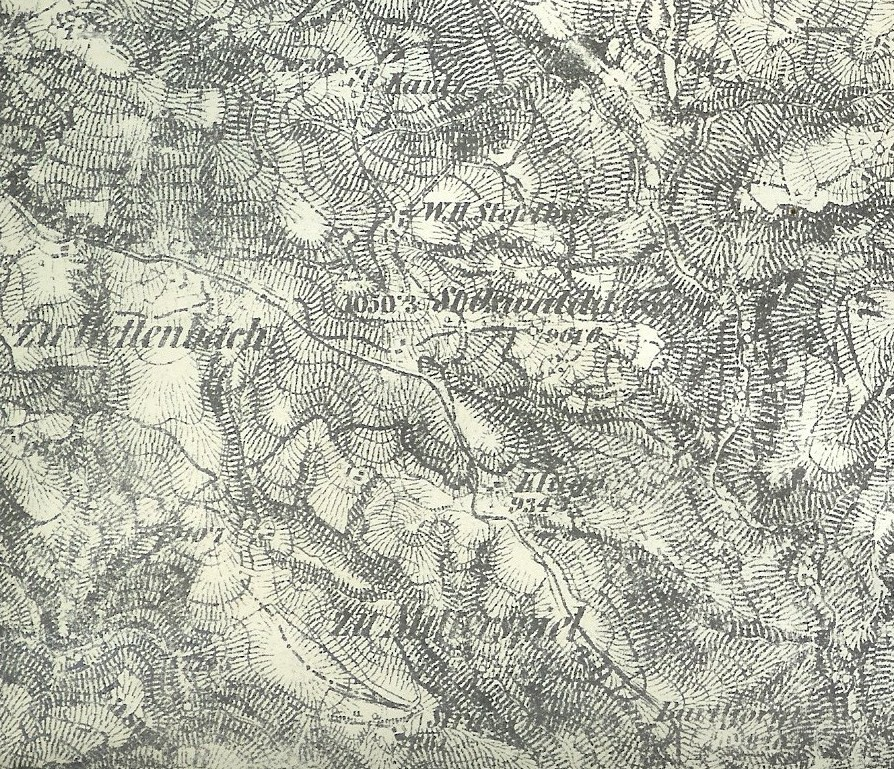
Aus dem Aufnahmeblatt der 3. Landesaufnahme: Bis 1891 grenzte Rettenbach an die Gemeinde Mitterspiel (heute: Freiland)

Die Verbindung ist in Straßenkarten als landschaftlich besonders schöne Strecke hervorgehoben.
Eine Fahrwegverbindung von der Rettenbach über den Rücken des Schwarzkogels in den Klosterwinkel bestand bis Anfang des 20. Jahrhunderts, danach noch einige Jahrzehnte als Fußweg („Bettlersteig“). Sie zweigte beim Bauernhof vlg. Strehly bergauf schräg nach Nordosten ab und verlief über die Huben Kauzhube und Bachbauerhube (in den Katasterunterlagen „Kauz“ und „Rambacher“ genannt) auf den Wolfsriegel. Weitere Wegabzweigungen (auch entlang alter Wasserleitungs-Trassen – „Wasserleitungswege“), alte Kohlstraßen und frühere Trassen der Hebalmstraße sind im Gelände erkennbar.

### Kartenhinweis: Strelly (Strehly) und Ircher
Der Name „Strelly“ ist in manchen Landkarten irrtümlich beim östlichen Nachbarhof eingetragen (siehe z. B. den Kartenausschnitt am Beginn dieses Textes). Dieser Hof hat aber den Hausnamen „Ircher“. Strelly (oder Strehly) ist der in der Karte unbezeichnete Hof westlich davon.

## Geschichte

### Allgemein
Hinweise auf historische Fakten, insbesondere angebliche archäologische Fundstellen in Rettenbach, können missverständlich sein, wenn in Wahrheit nicht diese Katastralgemeinde, sondern die gleichnamige Ortschaft Rettenbach bei Hollenegg, einige Kilometer weiter südöstlich gemeint ist.
Im Urbar des Stiftes Admont aus 1548 ist Rettenbach eines der drei Siedlungsgebiete der Besitzungen dieses Klosters im Bereich von Freiland: „im unteren Ort“ (= das heutige Freiland), „im Rötenpach“ und „im Kloster“ (heute Klosterwinkel). Rettenbach begegnet hier als früheste namentlich überlieferte Teilregion des Freiländer Gebietes.
Die Blätter des Franziszeischen Katasters sind Belege der wirtschaftlichen Nutzung.

Flächennutzung und Grenzverläufe in der Katastralgemeinde Rettenbach um 1825 (Franziszeischer Kataster)
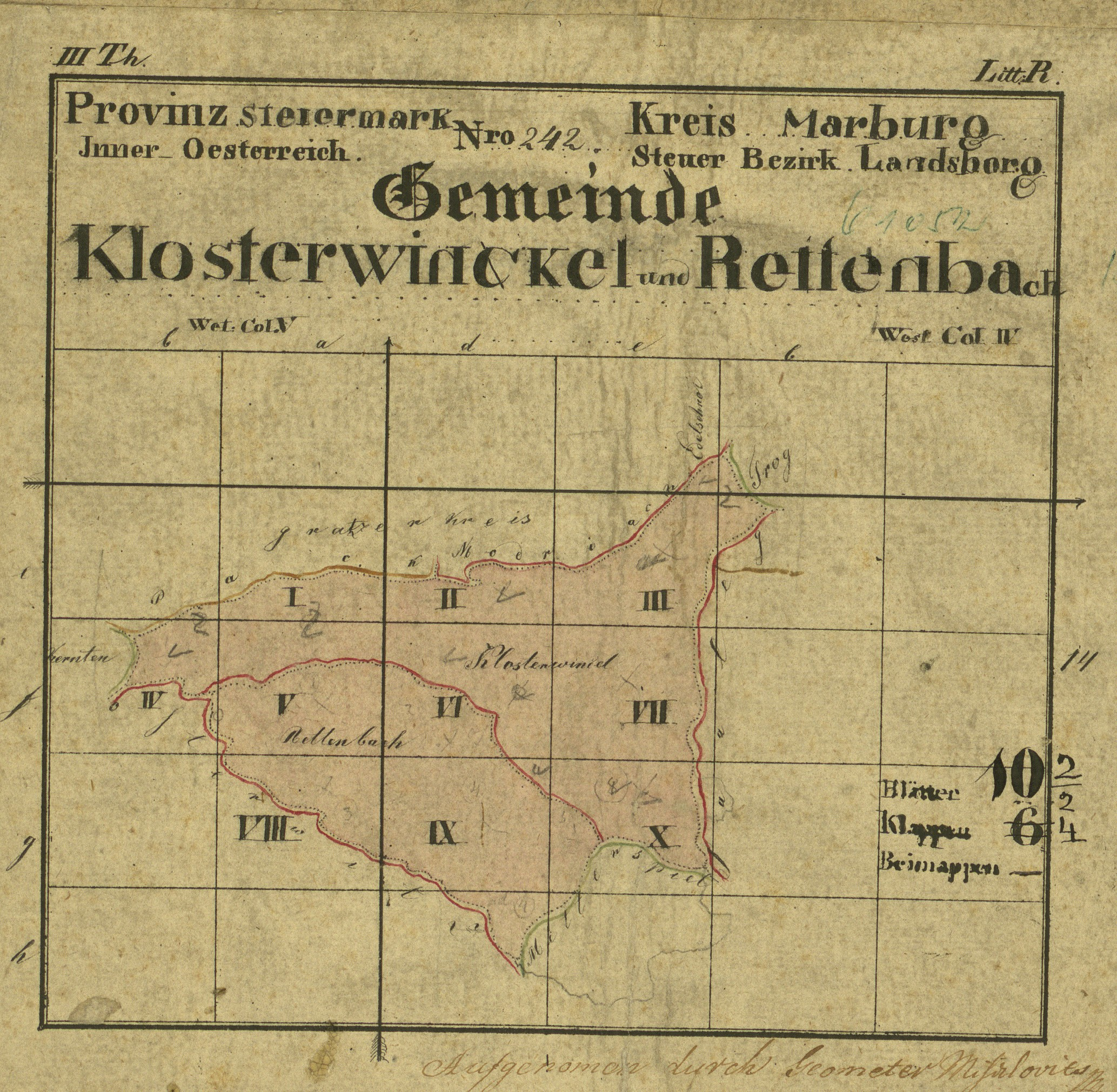
Übersicht zu den Katasterblättern
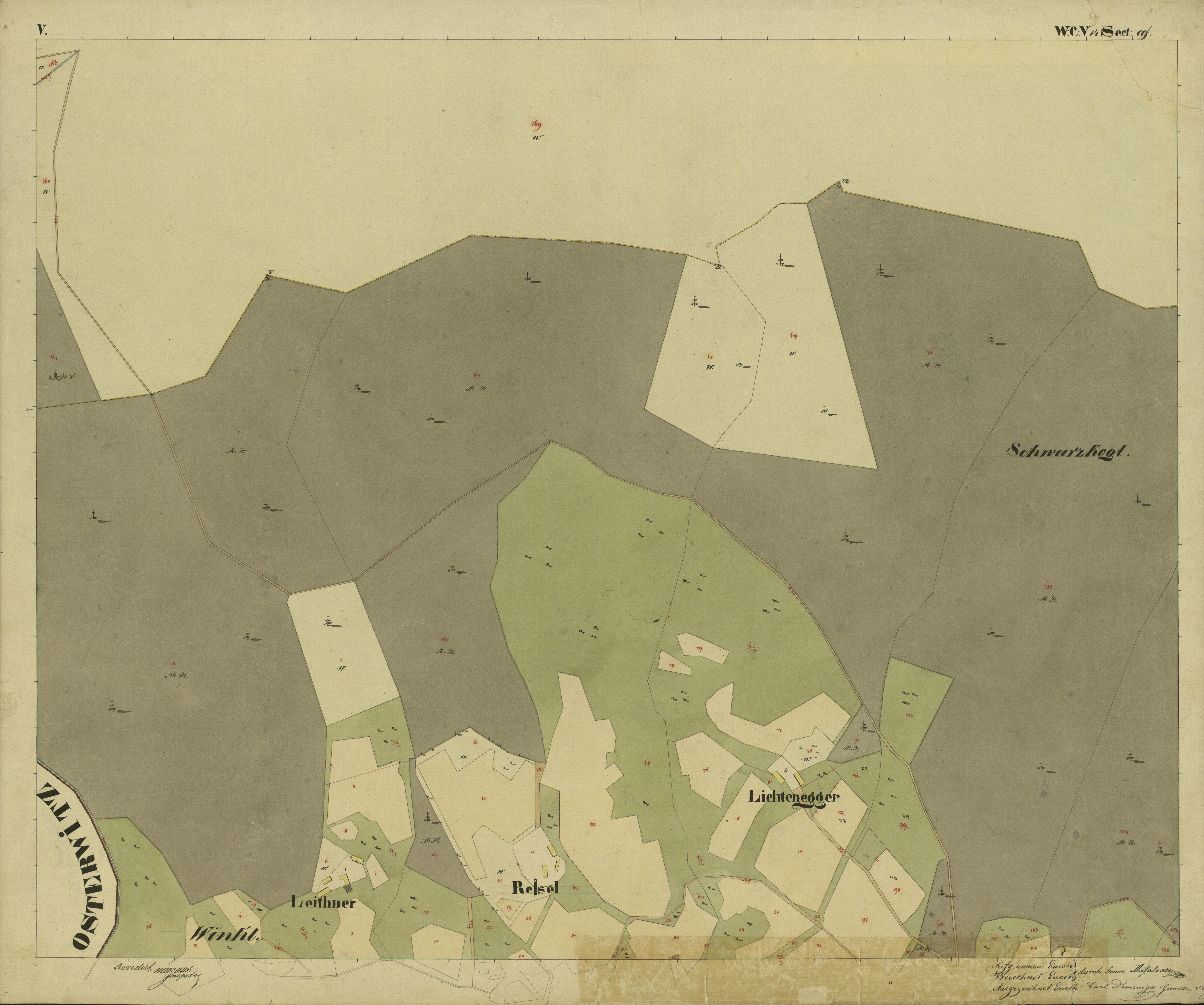
Am Blochriegel im Westen Rettenbachs liegt die Freiländer Alm, Blatt V
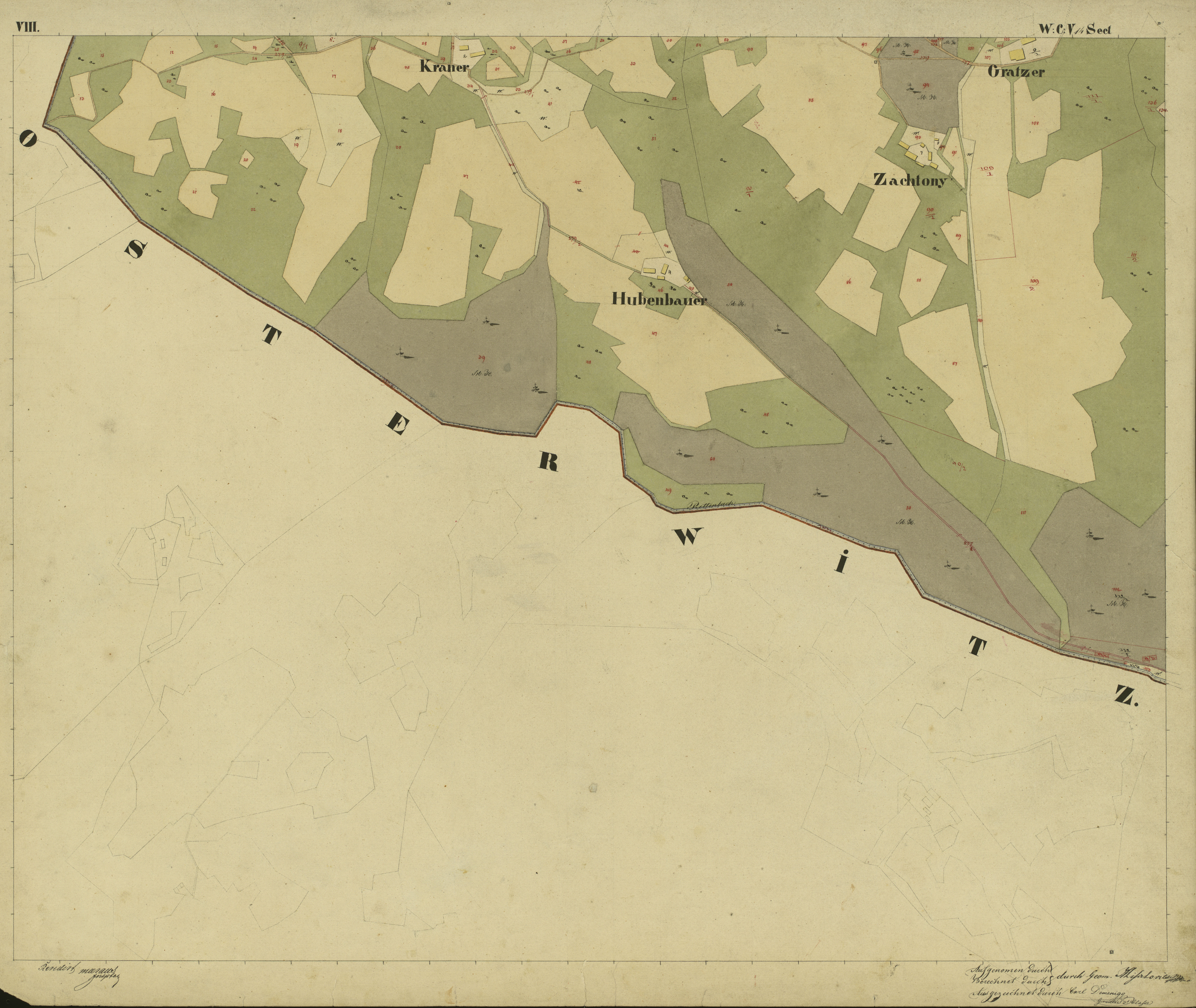
Südwesten von Rettenbach mit den Wegen nach Osterwitz und auf die Hebalm, Blatt VIII
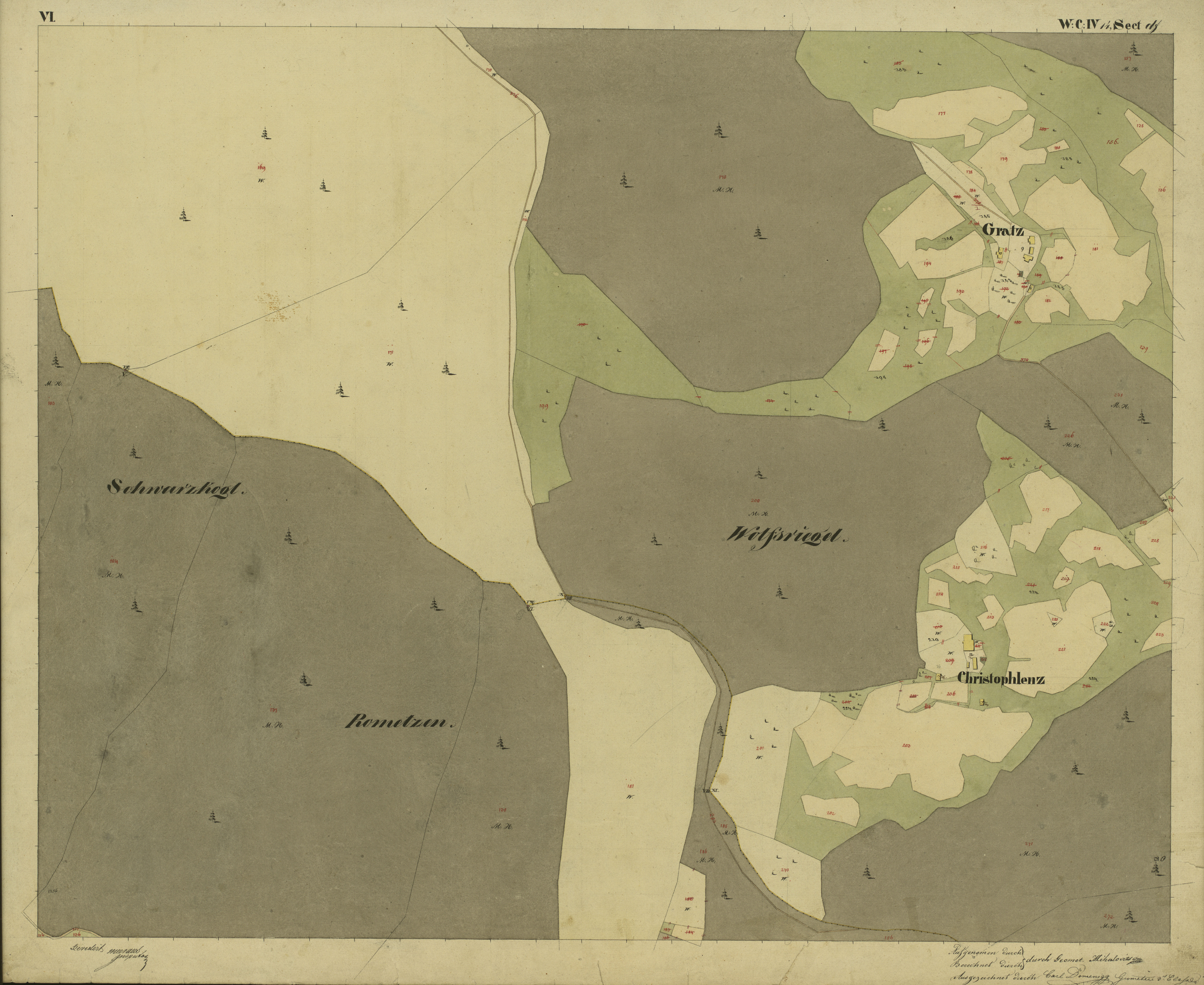
Wolfsriegel östlich des Schwarzkogelgipfels, Blatt VI
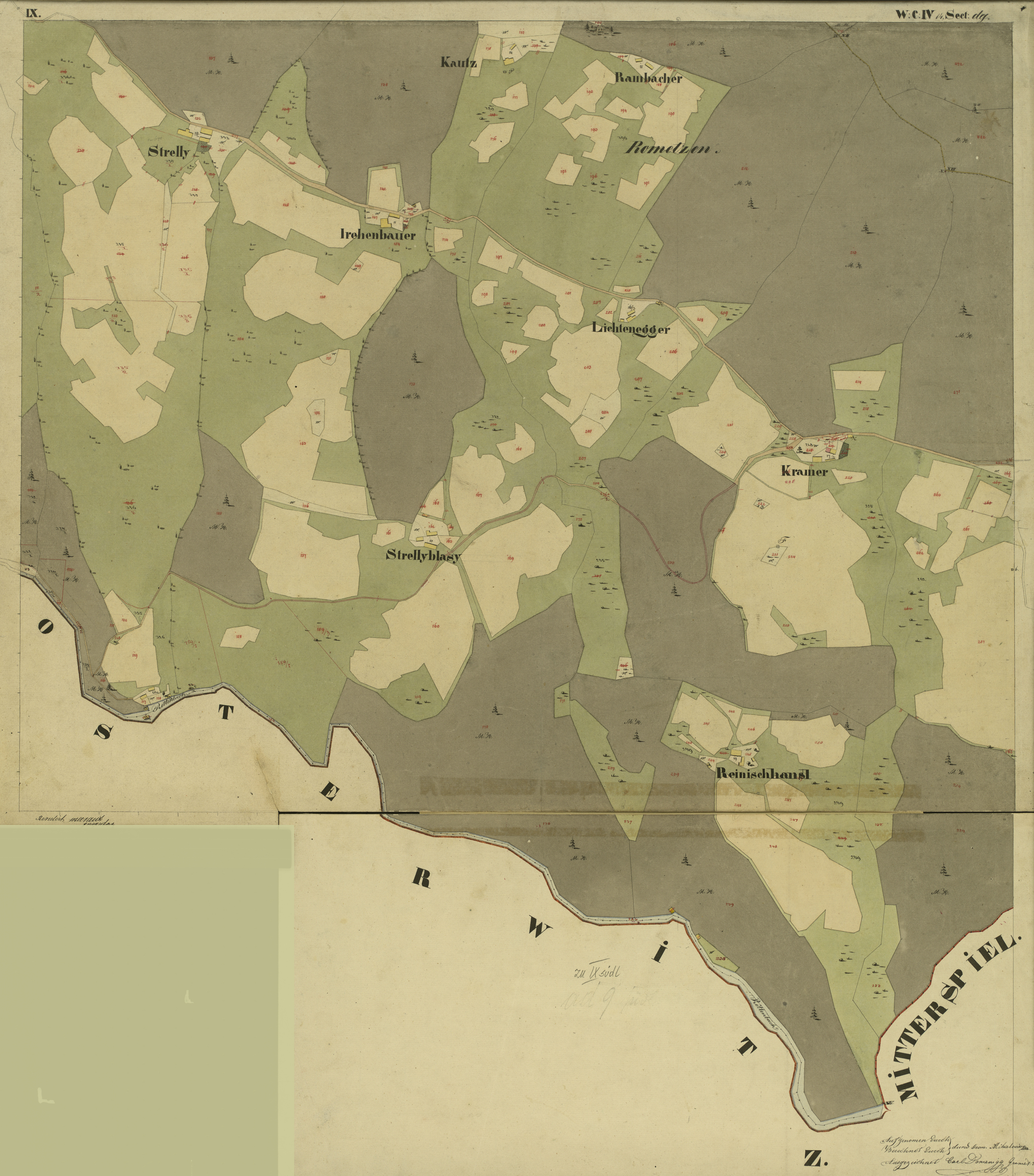
Die Rometzen (oben) im mittleren Teil von Rettenbach am Südhang des Schwarzkogels, Blatt IX
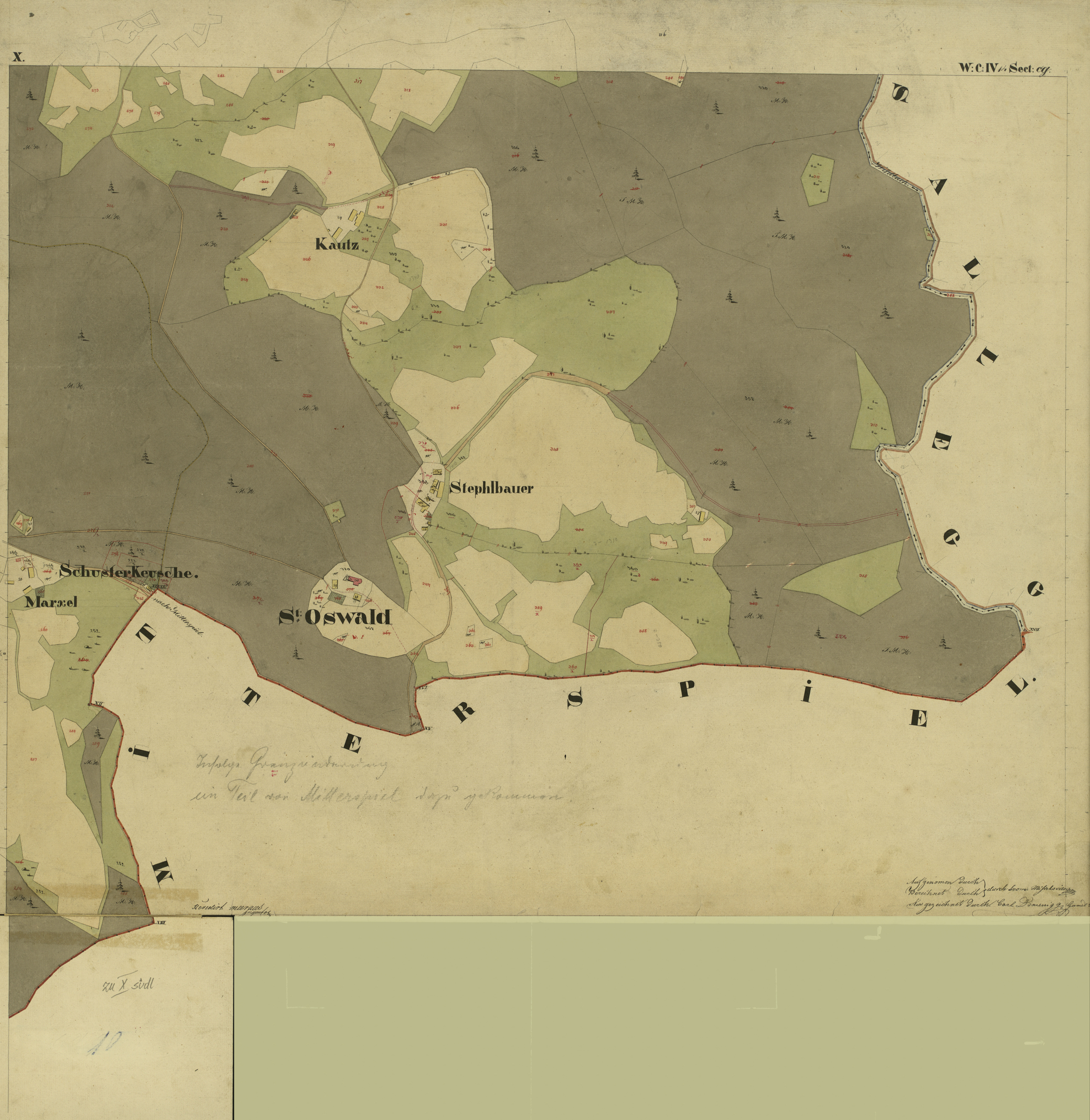
Vor der Erweiterung der Gemeinde 1891 grenzte Rettenbach im Osten an Mitterspiel, Blatt X
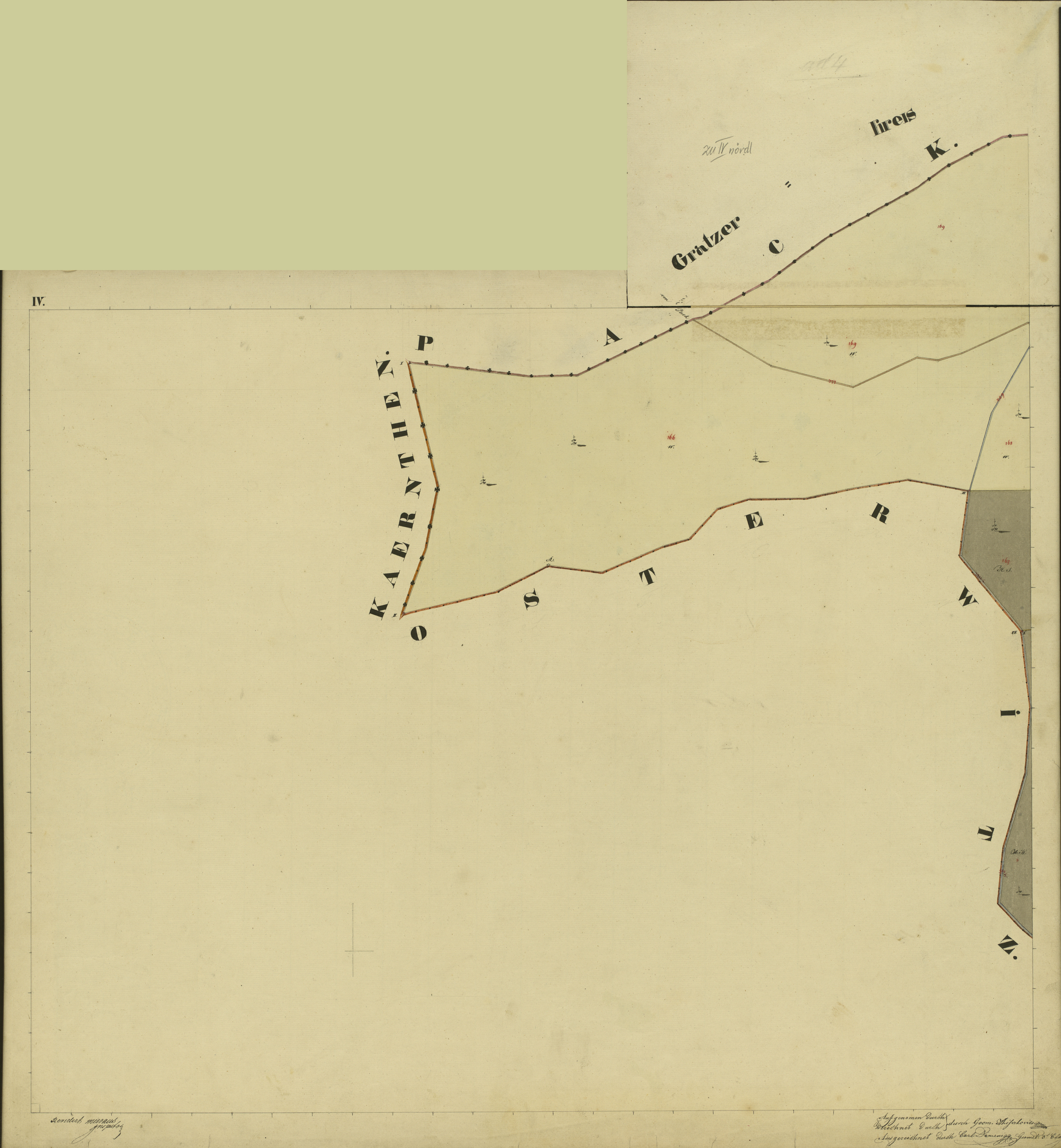
Westgrenze im Talschluss des Rettenbachtales gegen Osterwitz, Blatt IV

Bis zum Jahr 1891 grenzte Rettenbach an den Ortsteil „Ober Mitterspiel“ der Gemeinde Freiland (damals: Mitterspiel genannt). Danach wurde dieses Gebiet der Katastralgemeinde Klosterwinkel angeschlossen.

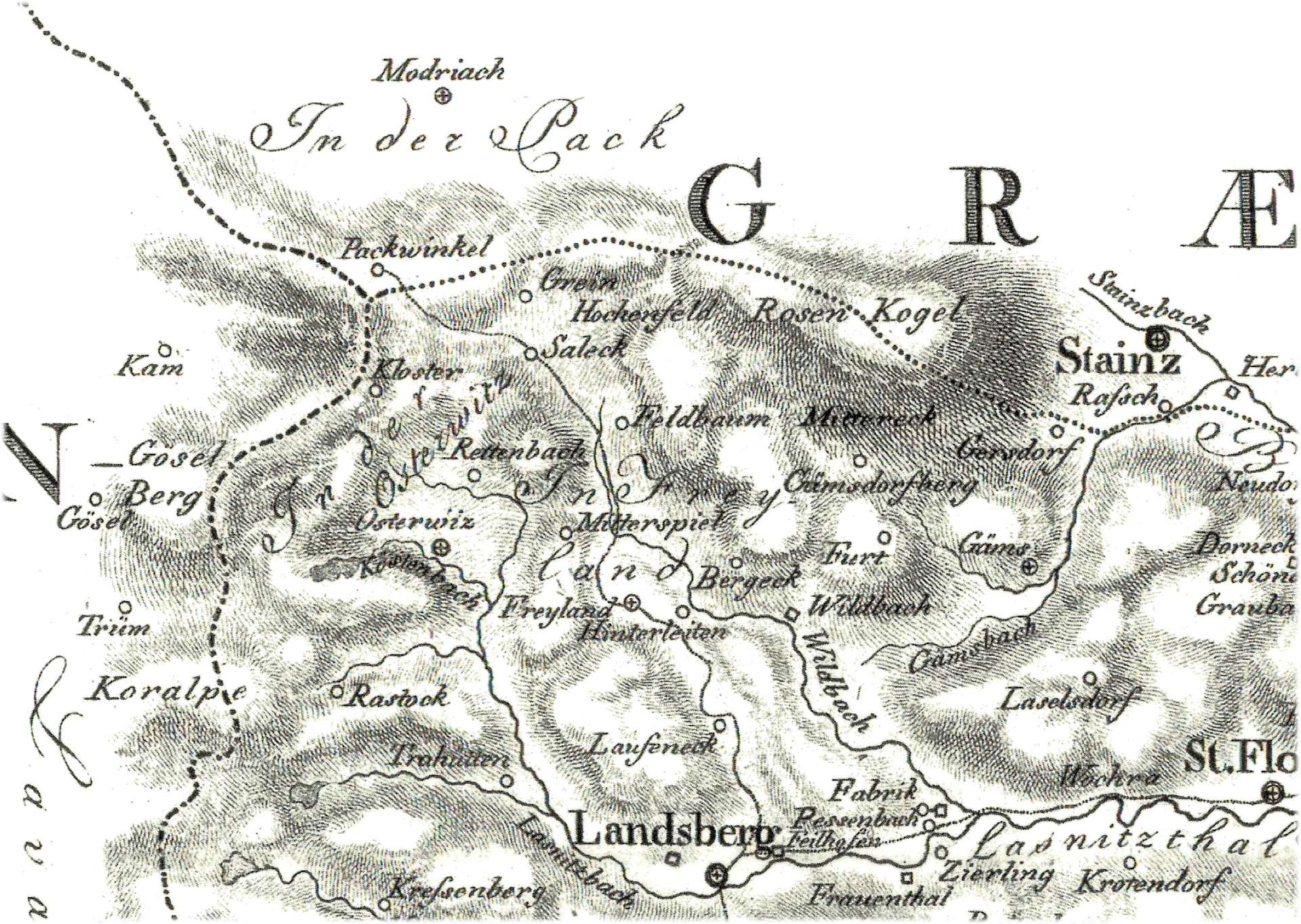
Rettenbach und Kloster „In der Osterwitz“, 18. Jahrhundert

Rettenbach war ab 1770 bis zur Entstehung der Gemeinde Kloster eine selbstständige Konskriptionsgemeinde. Die Steuereinhebung und die Erfassung der Soldaten erfolgte in solchen Gemeinden. Zu Rettenbach wird entsprechend manchen Kartenangaben (siehe Kartenbild ca. 1930) das Gebiet der Bauernhöfe gezählt, die westlich der Katastralgemeinde im Talschluss des Rettenbachtals in der Gemeinde Osterwitz (Ortsteil Osterwitz-Winkel) liegen. Heute sind davon nur mehr der große Hof vlg. Pöschl und die Stoffhütte auf der Hebalm bewohnt, früher lagen im Einzugsgebiet des Stoffbaches auch vlg. Stoff/Blasifranzl, vlg. Stefflpeter und vlg. Stefflpeterkeusche/Pust, am Rettenbachlauf vlg. Nikljosl. Diese Höfe hatten kürzere bzw. bessere Wegeverbindungen in die Gemeinde Kloster, was auch zu – nicht erfolgreichen – Wünschen nach Umgemeindung von Osterwitz nach Kloster führte.
Im Sommer 2023 kam es im Zuge eines Hochwassers zu Vermurungen im Ort.

### Siedlungs- und Wirtschaftsgeschichte sind in Namen dokumentiert
Die Straßen in Rettenbach tragen keine offiziellen Namen, Häuser und Siedlungsstellen haben mehrfach ihre Nummerierung geändert. Zur Unterscheidung werden im Alltag, aber auch in der wissenschaftlichen Literatur die Namen der Bauernhöfe als topografische Bezeichnungen auch für Wege verwendet. Diese Namen stammen nicht selten aus der Verwaltungspraxis des ausgehenden 17. Jahrhunderts, als es für die Abgabenverwaltung durch die Grundherrschaften wegen gleich lautender Personennamen in größerem Umfang auf Dauer notwendig wurde, Personen und ihre Wohnorte klarer zu bezeichnen. Für die Deutung eines Hofnamens sind oft in erster Linie die Geschichte und die Lage des Hofes heranzuziehen, nicht der verwendete Personenname. Hofnamen einiger Bauernhöfe haben sich seit Beginn des 19. Jahrhunderts verändert, zum Beispiel wurde einer der zwei Bauernhöfe mit dem Namen „Lichtenegger“ zum Hof namens „Kriegl“, der Hof „Faustner“ hieß früher „Kramer“. Literatur und Urkunden können auf frühere Namen verweisen.

#### Rettenbach
Der Name ‚Rettenbach‘ ist auf verschiedene Weise erklärbar: Er kann von der Rodungstätigkeit der Besiedler abgeleitet werden, die zur deutschsprachigen Bevölkerungsschicht gehörten und die durch die bairische Kolonisation ungefähr ab dem 9. Jahrhundert in das Gebiet kamen, vgl. reuten für ‚durch Entfernen von Baum- und Strauchwerk urbar machen‘. Eine andere Erklärung des Namens deutet darauf hin, dass das Gebiet seine Bezeichnung bereits früher, in keltischer Zeit erhalten haben könnte oder sich der Name vom gleichnamigen Bach ableitet: Rettenbach kann danach in auf das keltische Retos ‚Wassergraben‘ oder kelt. Reda ‚Straße‘ zurückgeführt werden. Die Autorin dieser Ansicht verweist auf die Notwendigkeit einer Prüfung an den örtlichen Gegebenheiten (Realprobe): Tatsächlich beginnt an der Mündung des Rettenbaches in die Laßnitz neben dem Bachlauf ein Weg Richtung Westen, der über das Gebiet der Katastralgemeinde Rettenbach zu Übergängen über die Koralpe führt. An seinem Beginn lagen früher eine Gaststätte (Wirtshaus Strelly) und ein Sägewerk.
Ob eine keltische Herkunft des Namens durch andere Belege unterstützt werden kann, ist offen. Ebenso ist offen, ob die Angabe, dass der Name der Siedlung Rettenbach im 16. Jahrhundert als im Rötenbach verzeichnet ist, einen Hinweis auf eine bestimmte Sprache bietet: In der Literatur findet sich Retebach (allerdings für die Gegend von Erfurt) ebenso wie die Ableitung von Rodach von keltisch rhean, rhehan, red, rhidys für ‚Bach‘, aber auch rhyd, rod, roid für ‚Straße, Engpass‘ (mit einem Hinweis auf Englisch road) und reidh für ‚Feld‘. In einer anderen Quelle wird Rettenbach aus dem Althochdeutschen (mit dem Beispiel: zu demo rôtin pache) mit ‚roter Bach‘ erklärt. In einem weiteren Buch werden die Namen Röderhausen, Röddern mit kelt. rhaedr ‚Wasserfall‘ in Verbindung gebracht, was dem steilen Verlauf des gleichnamigen Baches in seinem Mittelteil entsprechen kann. Ein Name aus der Sprache früherer Bewohner, der für Verkehrsverbindungen wichtig ist, kann im Wortschatz einer späteren Bevölkerung erhalten bleiben, auch wenn diese eine andere Sprache verwendet: Er wird, weil das für die Verständigung wichtig ist, nicht immer übersetzt, sondern in den Wortschatz der anderen Sprache übernommen und bildet damit einen Hinweis auf die früheren Bewohner eines Gebietes. Dass das Gebiet, in dem Rettenbach liegt, in früheren Zeiten besucht war, ist durch Streufunde aus dem Neolithikum bei Trahütten und aus der Bronzezeit bei Freiland belegt. Während der mittleren Latène-Zeit befand sich Rettenbach im Kernland des damaligen norischen Königreichs im südösterreichischen Raum, dem heutigen Kärnten und der Südsteiermark.
Die Hofnamen (Vulgonamen) der Bauernhöfe in Rettenbach werden meist von (Vor-)Namen früherer Besitzer abgeleitet (Zachthoma, Marxbauer, Reinischhans, Faustner, Kleinahansl, Klugbauer, Marxhansl). Auch Herkunft (Krainer), Örtlichkeiten (Leitner, Lichtenegger), Eigenschaften (Hubenbauer, Strehlykeusche, Kauzhube, Bachbauerhube) oder Funktionen (Gratzen, Strehly, Ircher, Strasser) spielen eine Rolle. Die Namen können gleichzeitig Hinweise auf historische Situationen enthalten. Sie haben deutsche und slowenische Grundlagen.

#### Gratzen

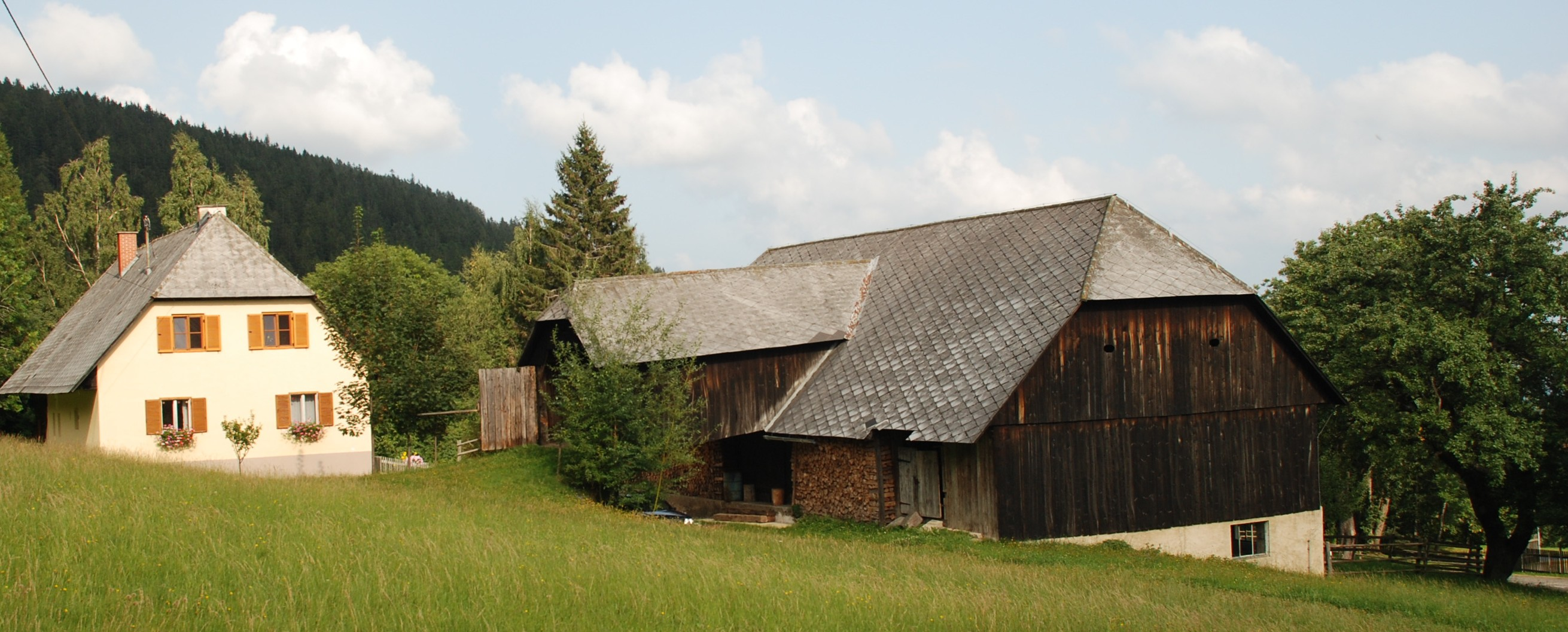
Bauernhof vlg. Gratzen in Rettenbach

Ein Bauernhof mit diesem Namen befindet sich in der Mitte der Katastralgemeinde auf einer Anhöhe. Der Name deutet auf das Vorhandensein eines befestigten oder zumindest der Obrigkeit zugerechneten Gebäudes hin und eine alte slawische Bevölkerungsschicht. Der Name Gratzen leitet sich ab v8888888888888⁸⁸⁸⁸8on „grad“ = Burg auf Altkirchenslawisch, slowenisch und kroatisch „Gradec“ bedeutet ‚kleine Burg‘ auf Slowenisch. Die Schreibweise des Hofnamens ist unterschiedlich: Gratzn, Gratzer, Gratz, Graz, Rettenbach-Gratzen usw. meinen denselben Bauernhof. Aus dem Jahr 1936 ist eine Namensdeutung publiziert, wonach sich der Name Gratz aus einer Kurzform des Namens Pankratius ableite, wofür für diesen Ort allerdings keine näheren Anknüpfungspunkte vorhanden sind. Zu unterscheiden ist der Hof von einem Bauernhof mit dem gleichen Namen in Klosterwinkel. Bei Umbauarbeiten wurde eine Inschrift mit der Jahreszahl 1578 gefunden, die den Neubau oder zumindest einen größeren Umbau des Anwesens dokumentiert. Ob es sich bei diesem Bau um den Wiederaufbau einer alten Hofstelle handelte, die beim Türkeneinfall 1532 verwüstet worden war, ist nicht belegbar. Der Stein kann auch Beleg dafür sein, dass dieser Türkeneinfall erst der Anlass dafür war, an dieser Stelle ein kleines befestigtes Haus zum Schutz der Bevölkerung neu zu erbauen oder dass ein anderer Grund für den Bau vorlag. Die Türken hatten 1532 auch die Kirche von St. Oswald zerstört.

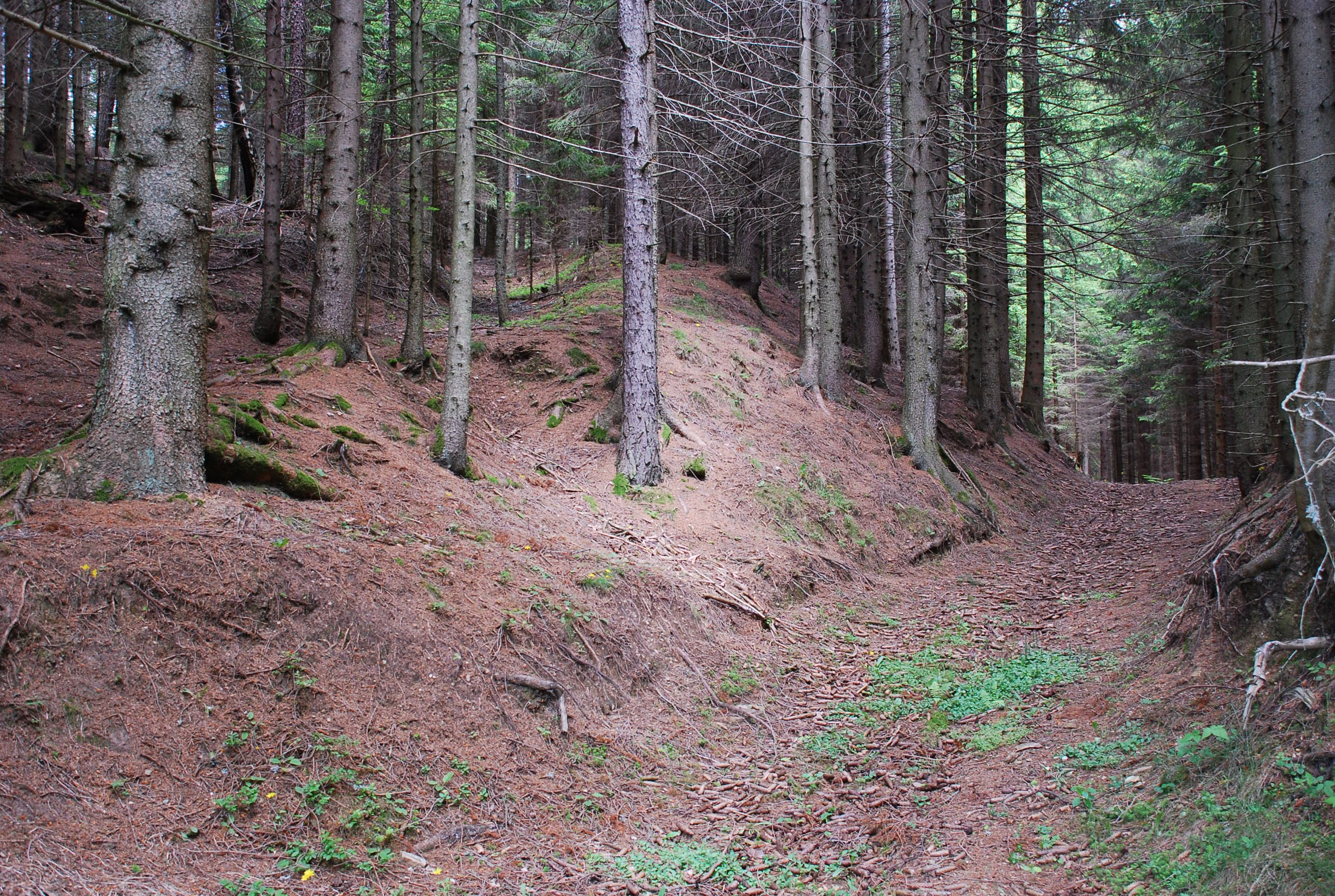
Bis ca. 1950 vielfach benützt, danach verwachsen: Verzweigung von Fußsteig (li.) und Karrenweg auf die Freiländeralm

Die örtlich bedeutende Lage des Hofes ist dadurch belegt, dass eine Reihe von Straßen und Wegen ihn berühren bzw. bei ihm beginnen bzw. früher begannen. Einige dieser Wege wurden nur bis Mitte des 20. Jahrhunderts benützt. Durch die Einführung von Kraftfahrzeugen entfiel danach das Motiv, Wege möglichst direkt anzulegen und diese Verbindungen verfielen. Sie sind in der Natur noch erkennbar, aber bereits teilweise stark verwachsen und auch zu Fuß nur mehr schwer passierbar. Die Wege verliefen…

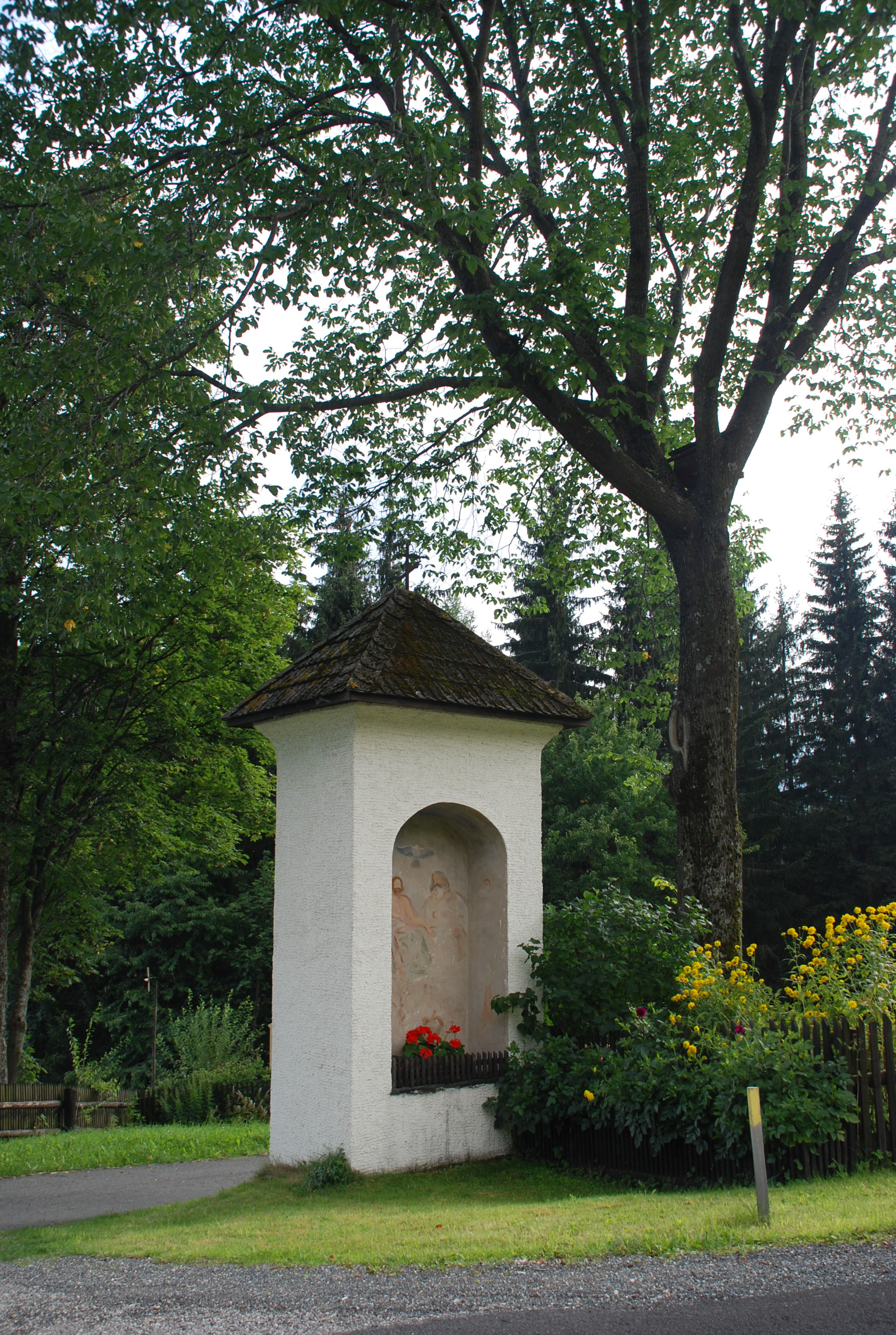
Bildstock in Rettenbach bei vlg. Zachthoma

- aus Osterwitz über das Tal des Rettenbaches Richtung Hebalm (alter Osterwitzer Hebalmweg),[26]
- zu den südwestlich gelegenen Bauernhöfen,
- in den Talschluss des Rettenbachtales (bis ins 19. Jahrhundert alte Hebalmstraße durch den Leitner-Wald),
- zu den westlich gelegenen Bauernhöfen,
- als Karrenweg auf die Freiländer Alm, dem im Wesentlichen die heutige zweispurig ausgebaute Trasse der Hebalmstraße folgt,
- als (kürzerer, steilerer) Fußweg auf die Freiländer Alm (auf Wanderkarten bis in die Jahre um 1960 noch rot markiert, heute verwachsen und unpassierbar) und
- als alter Fahrweg auf die Freiländer Alm, in dessen Verlauf im Wald eine Brücke über den Oberlauf des Gratzenbaches führt. Dieser Weg mündete auf der Hochfläche der Freiländer Alm in die vom Ortsteil Klosterwinkel kommende Verbindung, welche ebenfalls durch ein Anwesen namens „Gratzen“ führte.

Östlich des Hofes verläuft der Gratzenbach. Ein Bildstock steht am Beginn der Wege nach Westen an der Grundgrenze beim Hof vlg. Zachthoma.

#### Krainer, Kroaner
Der Name belegt die bis 1919 bestehenden engen Beziehungen des Gebietes zum Nachbarland der Untersteiermark, dem Kronland Krain der österreichisch-ungarischen Monarchie. Er ist in der Steiermark verbreitet (siehe auch die Landeshauptmänner Josef Krainer sen. und jun.).

#### Resl, Rössl, Reinisch
Der Name kann ein Hinweis auf die Größe des Bauernhofes oder auf die Herkunft einer der Besitzerfamilien sein. Nur größere Gehöfte waren früher in der Lage, ein Pferd (Ross, Rössl) statt Zugochsen zu erhalten (für Pferde war mehr und teureres Futter als für Ochsen notwendig).
Der Name wird auch mit gedehntem „e“ ausgesprochen. Es kann damit eine Ableitung vom Namen Theresia (Kurzform: Resl) oder von der im Gebiet häufig vorkommenden Alpenrose (Almrausch) vorliegen. Ob der Name mit der Herrscherin Maria Theresia in Verbindung gebracht werden kann, unter welcher die Neuansiedlung von Bauern in verschiedenen Gebieten gefördert wurde, wurde zwar in Gesprächen vertreten, war aber nicht belegbar. Nach Besitzernamen wird der Hof und die mit ihm verbundene Gastwirtschaft auch „Reinisch“ genannt. Dieser Name bezeichnet den Hof auch auf den neueren Landkarten.

#### Zachtoma, Zächtoni
Der Namensteil „Zach-“ wird als Kurzform auf den früher häufigeren biblischen Namen Zacharias zurückgeführt (Vater Johannes des Täufers bzw. der Prophet Zacharias). Die Kombination mit einem zweiten Vornamen diente dazu, den Hof von anderen Bauernhöfen gleichen Namens (in Klosterwinkel, weiters in der Nachbargemeinde Osterwitz) zu unterscheiden. Nach der im Alltag verwendeten Aussprache [tsʌχˈdoma̯] wird als zweiter Namensbestandteil eher eine Ableitung aus „Thomas“ als aus „Anton/Toni“ in Betracht gezogen.

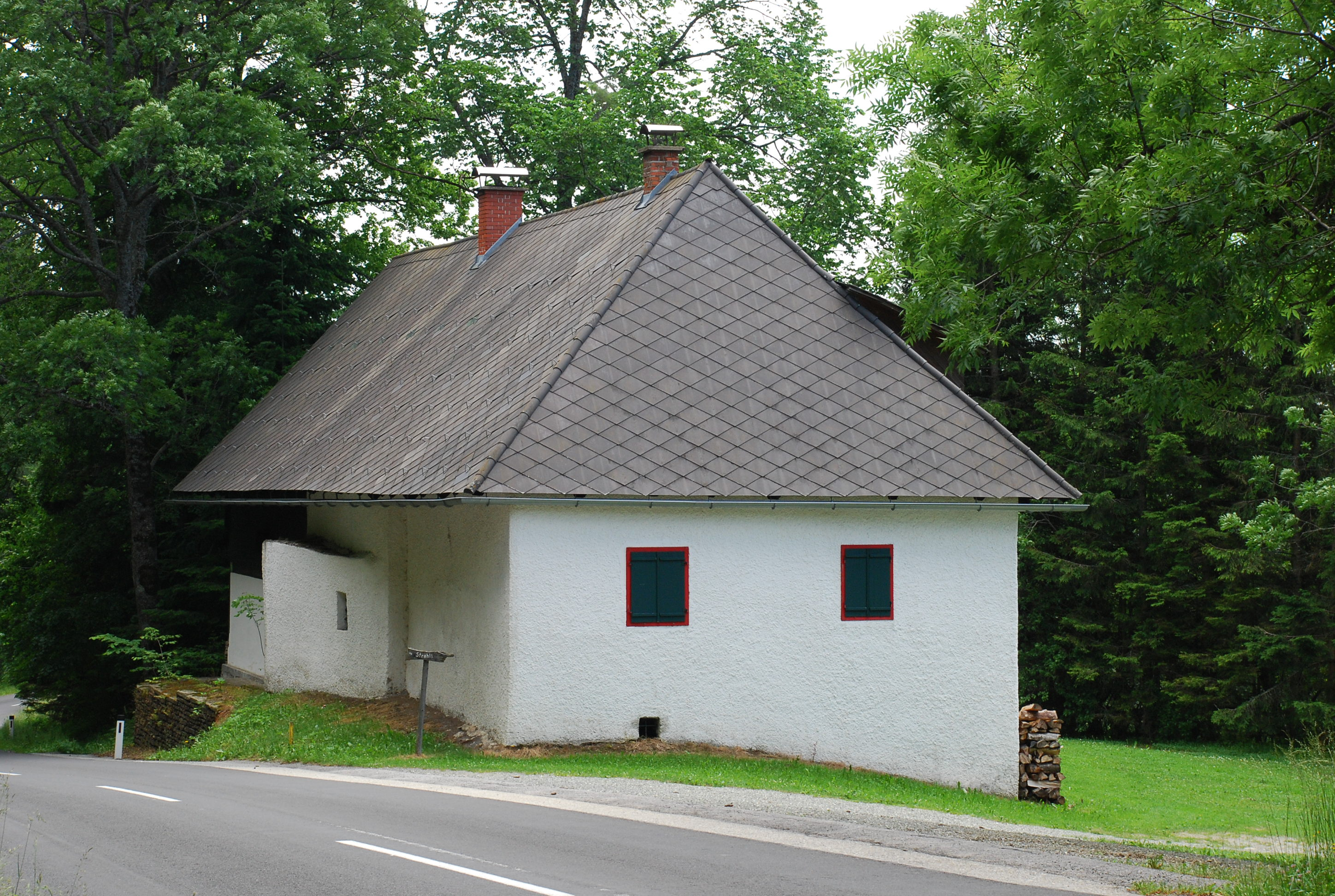
Bauernhof vlg. Strehly

„Zach(e)“ (männl., also „der Zachn“) ist auch ein altes Wort für den Docht in einer Lampe. Ob die in Ortschaften des Gebietes immer wieder vorkommenden Hofnamen auf „Zach-…“ damit in Verbindung gebracht werden können, ist offen: Lampendochte waren ein notwendiges Wirtschaftsgut. Dass sich eine Person auf dessen Herstellung spezialisiert hatte und danach benannt wurde, ist nicht auszuschließen.

#### Strehly, Strelly
Der Bauernhof ist der größte Hof der Katastralgemeinde. Der Hof Strehly und der Nachbarhof Gratzen wurden bis in das 20. Jahrhundert als gemeinsamer Besitz behandelt. Strehly ist seit ca. 1960 nicht mehr bewohnt. Sein Name wird in der Umgangssprache wie [ʃtrˈɘːali] ausgesprochen. Die Schreibung in Landkarten „Strelly“ wird der Aussprache durch die Verdopplung des l, die eine kurze Aussprache des Vokals „e“ nahelegt, nicht gerecht. Der Name wird auf das Slowenische und die Bedeutung Jäger, Schütze, Jagdhelfer usw. zurückgeführt. Die in der Namensdeutung überlieferte Beziehung zur Jagd besteht auch im 21. Jahrhundert: Der Hof wird aufgrund seiner Größe als eigenständiges Jagdrevier (Eigenjagd) geführt, auf einer Verebnung am Hang oberhalb des Hofes befindet sich eine Jagdhütte. Ob es sich bei der Hofanlage um die altfreie, mit militärischen Aufgaben eines Schützen verbundene Hofstelle eines Edlingers handelte, ist nach Angaben der Literatur denkbar, aber nicht belegt.
Eine weitere Ableitung wäre aus den alten deutschen Wörtern Strähl, strählen, strel(l)en (für Kamm, Zacke, Bürste, kämmen, schmeicheln) bzw. Strahl (Pfeil, Lanze) möglich, hiefür liegen keine Anhaltspunkte vor.
Zum Hof Strehly gehörte ein wasserbetriebenes Sägewerk kurz vor der Mündung des Rettenbaches in die Laßnitz an der Brücke nach Osterwitz. Dort befand sich auch eine Gastwirtschaft, das Wirtshaus Strehly (auf Karten: W.H. Strelly, Strehlykeusche o. ä.). Von diesen Gebäuden sind nur mehr Reste der Grundmauern vorhanden.

#### Ircher, Irchenbauer
Für den Namen dieses Bauernhofes gibt es zwei Erklärungen:

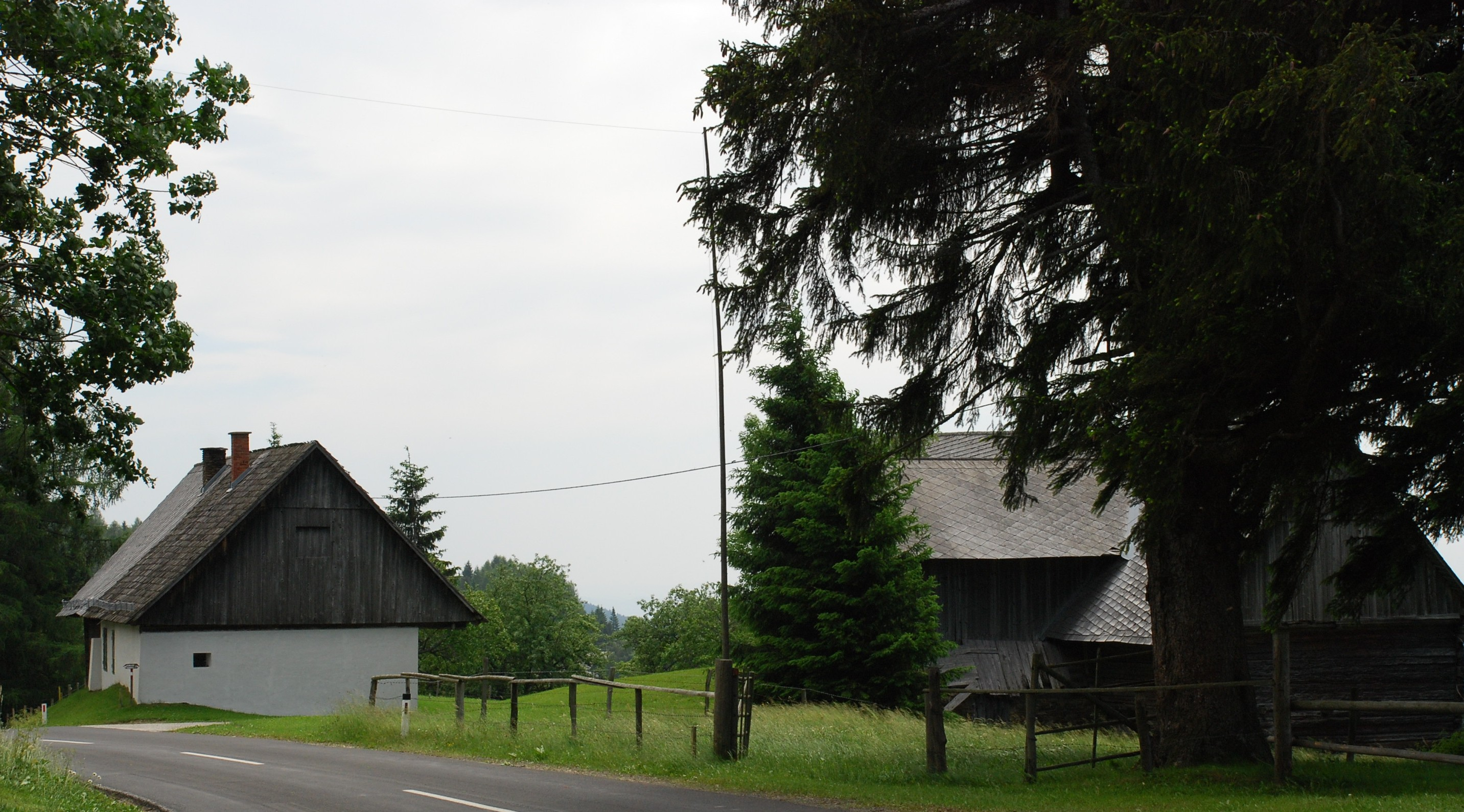
Bauernhof vlg. Ircher

- „Irchtag“ ist im süddeutschen Raum der alte Name für Dienstag,[35] der auch Ertag oder Irtag genannt wurde. Der Name kann darauf zurückzuführen sein, dass die jeweiligen Inhaber des Hofes an bestimmten Dienstagen zu Leistungen verpflichtet waren (Zehenttermine o. Ä.). Im Namen liegt ein ostgermanischer Einfluss im bairischen Wortschatz vor, von der altgriechischen Bezeichnung für Tag des Arios (des Herrn, des Kriegers: vgl. Ares).
- „Ircher“ ist eine alte Bezeichnung für Gerber, „Irch“ (Erch) ist das weißgegerbte Leder, bearbeitete Gams- oder Rehhaut.[36] Der Name muss nicht bedeuten, dass in der früher abgelegenen Gegend bei diesem Bauernhof eine Gerberei gelegen wäre, es kann auch andere Bezüge (z. B. Verwandtschaft, Herkunft, Zulieferer einer Gerberei) gegeben haben. Allerdings hätte es in der wildreichen Gegend ausreichend Rohmaterial aus den Jagdbeuten gegeben, welche wegen der langen Transportwege und mangels anderer Konservierungsmöglichkeiten rasch zu verarbeiten oder zumindest für eine Verarbeitung vorzubereiten gewesen wären.

#### Kriegl, früher Lichtenegger, Lichtenbauer
Der Hofname „Kriegl“ ist eine Form von „Krügel“ (mittelhochdeutsch krüegilîn, daher der bis heute gesprochene Diphthong). Dieser Name ist eine Ableitung von „Krug“ mit –l-Suffix, bairisch krüegel (kriegl). „Krug“ selbst ist im süddeutschen Sprachgebiet ein Berufs-Übername für den Töpfer oder Geschirrhändler. Liegt nun der Namen in der Verkleinerungsform (hier auf –l) vor, kann der Name vom „kleinen Krug(macher/verwender)“ oder den „Sohn des Krug“ stammen. Es ist auch eine Ableitung vom mhd. Wort krieg „Krieg“ und das Adjektiv kriege „streitsüchtig“ möglich, was bei einem Hofnamen auf Rechtsstreite deutet. Für den Hof werden in der ersten Hälfte des 19. Jahrhunderts die Namen „Lichtenegger“ (Urmappe des Katasters, 1825) oder „Lichtenbauer“ (Franziszeische Landesaufnahme 1834/35) verwendet.

#### Blasi, Strellyblasi

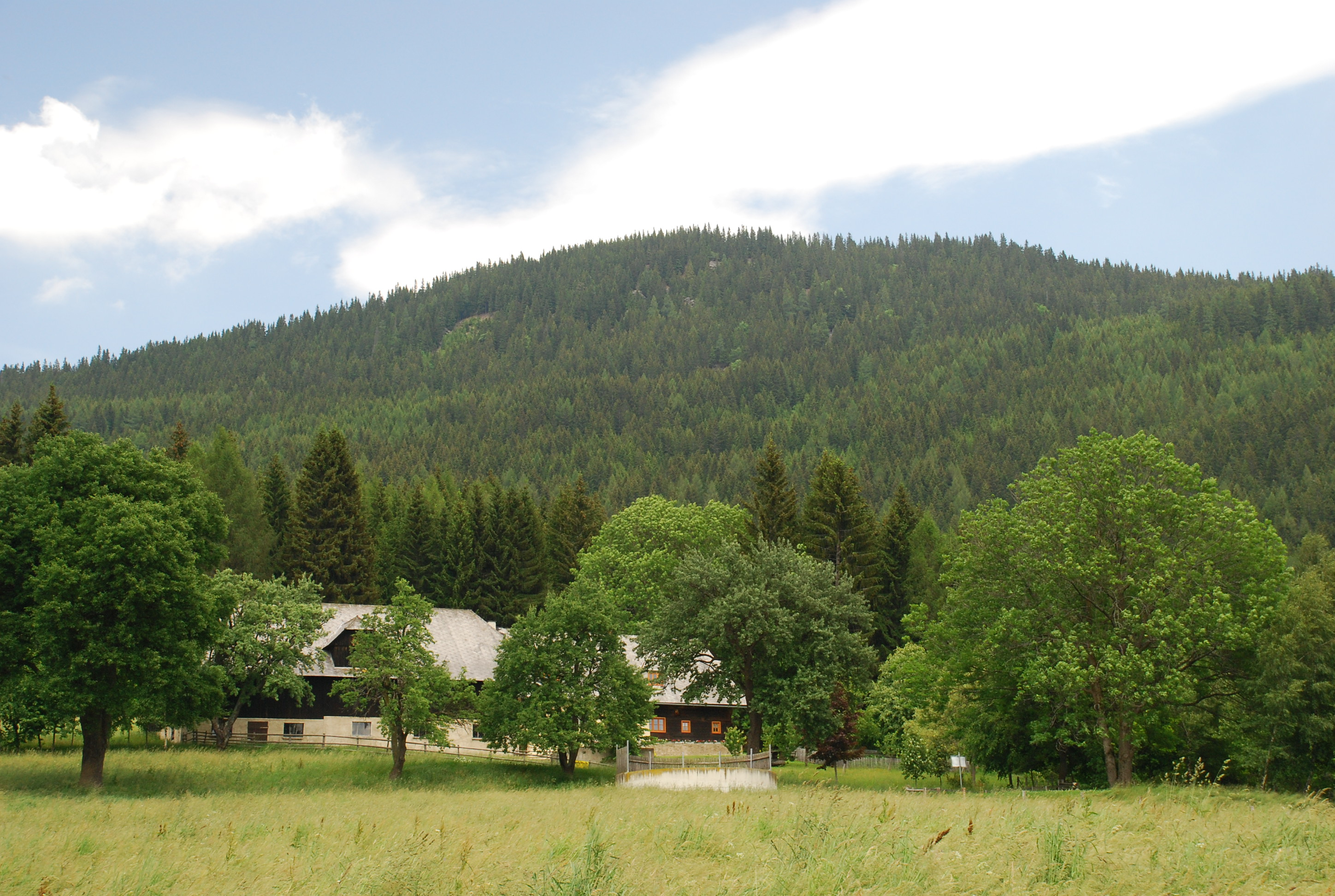
Bauernhof in Rettenbach, Gemeinde Kloster, vor dem Schwarzkogel

Der Name des Bauernhofes vlg. Blasi an der Straße nach Osterwitz enthält einen Hinweis auf die jahrhundertelange Zugehörigkeit des Gebietes zum Stift Admont: Der heilige Blasius von Sebaste ist der Schirmherr dieses Klosters, ihm ist auch die Stiftskirche geweiht. Die vollständige Bezeichnung des Klosters lautet „Benediktinerabtei St. Blasius zu Admont/Abbatia Sancti Blasii Admontensis Ordinis Sancti Benedicti“. Das Stift Admont war ein Zentrum der Blasius-Verehrung. Ob der Name von einem Namensträger stammt oder ohne Bezugnahme auf eine Person für die Hofstelle vergeben wurde, ist nicht verifizierbar. Der Hof wurde wegen seiner engen Verbindung mit vlg. Strehly früher auch Strehlyblasi (Strellyblasi) genannt. Ein weiterer Grund für diese Namensvariante lag im 19. Jahrhundert im Bedarf nach Unterscheidung von dem – nicht mehr bestehenden – Hof vlg. Blasifranzl (später vlg. Stoff) im Talschluss des Rettenbachtales beim Stoffbach.

#### Faustner, früher Kramer
Faustner ist ein Übername für jemanden, der starke Fäuste hat, dessen Fäuste gefürchtet waren. Weniger wahrscheinlich ist die Deutung als „jemand, der die Faust ballt“ (zu mhd. fausten), also ein „streitsüchtiger Mensch“. Dass der Name auf den lateinischen Rufnamen Faustus (zu lateinisch faustus „günstig, Glück bringend“) zurückgeht oder auf das Längenmaß Faust, ist nicht belegt. Der Hof führte in der ersten Hälfte des 19. Jahrhunderts den Namen „Kramer“ (siehe Bild). Dieser Name bezeichnet einen Händler. Aus dem heutigen Namen des Hofes sind keine Hinweise auf frühere Funktionen belegbar.

#### Marxbauer, Marxhansl
Diese Hofnamen leiten sich vom Evangelisten Markus ab, nicht vom Namen Max(imilian), siehe auch den Ortsteil Sankt Marx in Wien. Die Schreibweise mit r wird auch an der Marxbauerkapelle verwendet, in der Umgangssprache werden die Namen ebenfalls als „Marx…“ ausgesprochen.
Der Hl. Markus war der Patron des Patriarchates Aquileia, welches bei der Missionstätigkeit bei den (ursprünglich keltischen, dann slawischen) Bewohnern des Gebietes mit dem Erzbistum Salzburg konkurrierte. Große Teile des heutigen Österreich (damals Noricum) waren seit dem 4. Jahrhundert von Aquileia aus christianisiert worden. Der Konflikt wurde durch Kaiser Karl den Großen beigelegt, der 811 die Drau als Grenze zwischen den Missionsgebieten bestimmte. Dieser Fluss liegt ca. 30 km südlich von Rettenbach. Hinweise auf Namensgebungen nach dem Hl. Markus (z. B. bei der Ulrichskirche in Deutschlandsberg) werden auf Missionsbestrebungen aus Aquileia im Rahmen der damaligen Ansiedlung aus Süddeutschland und damit spätestens auf das 8. bzw. beginnende 9. Jahrhundert zurückgeführt.

#### Reinischhans
Eine Reihe von Namen des Gebietes enthalten die Silbe „Rein-…“: Das kann
- auf die Lage an einem Bachufer, einer (Acker-)Grenze, einem Rain hinweisen oder
- eine Verbindung mit dem Stift Rein bedeuten.[42] Das Stift Rein bei Graz war maßgebend an der Besiedlung der Weststeiermark beteiligt.[43] Der Name muss nicht bedeuten, dass der Hof zum Stift Rein gehörte (das Gemeindegebiet Kloster war admontischer Besitz), es kann auch ein Familienname oder die Herkunft eines Hofbewohners aus einem Gebiet des Stiftes Rein gemeint sein.

Für eine Unterscheidung der Varianten bietet sich die Aussprache an:
Der (Acker-)Rain wird als [ˈrõa …] ausgesprochen (was manchmal zu Schreibungen wie „Rohr-“ führen kann, z. B. bei Reinsima zu Rohrsima), die andere Variante als [ˈræi …] wie bei Reinischhans.

#### Triftweber, Triftschuster
Das Wort „Trift“ (abgeleitet von treiben) bezeichnet einen Weg (Viehtrift, Holztrift) oder eine Viehweide und im übertragenen Sinn das Wandern, Umherziehen: Der damit bezeichnete Weber oder Schuster hatte seinen Standort an einem der genannten Orte oder übte sein Gewerbe als Wanderberuf aus. In älteren Unterlagen kann „Triftweber“ unrichtig als „Tristweber“ aufscheinen, wenn das „f“ im Namensteil „Trift-“ mit dem sehr ähnlich aussehenden langen s („ſ“, fälschlich „Triſt-“) verwechselt wurde.

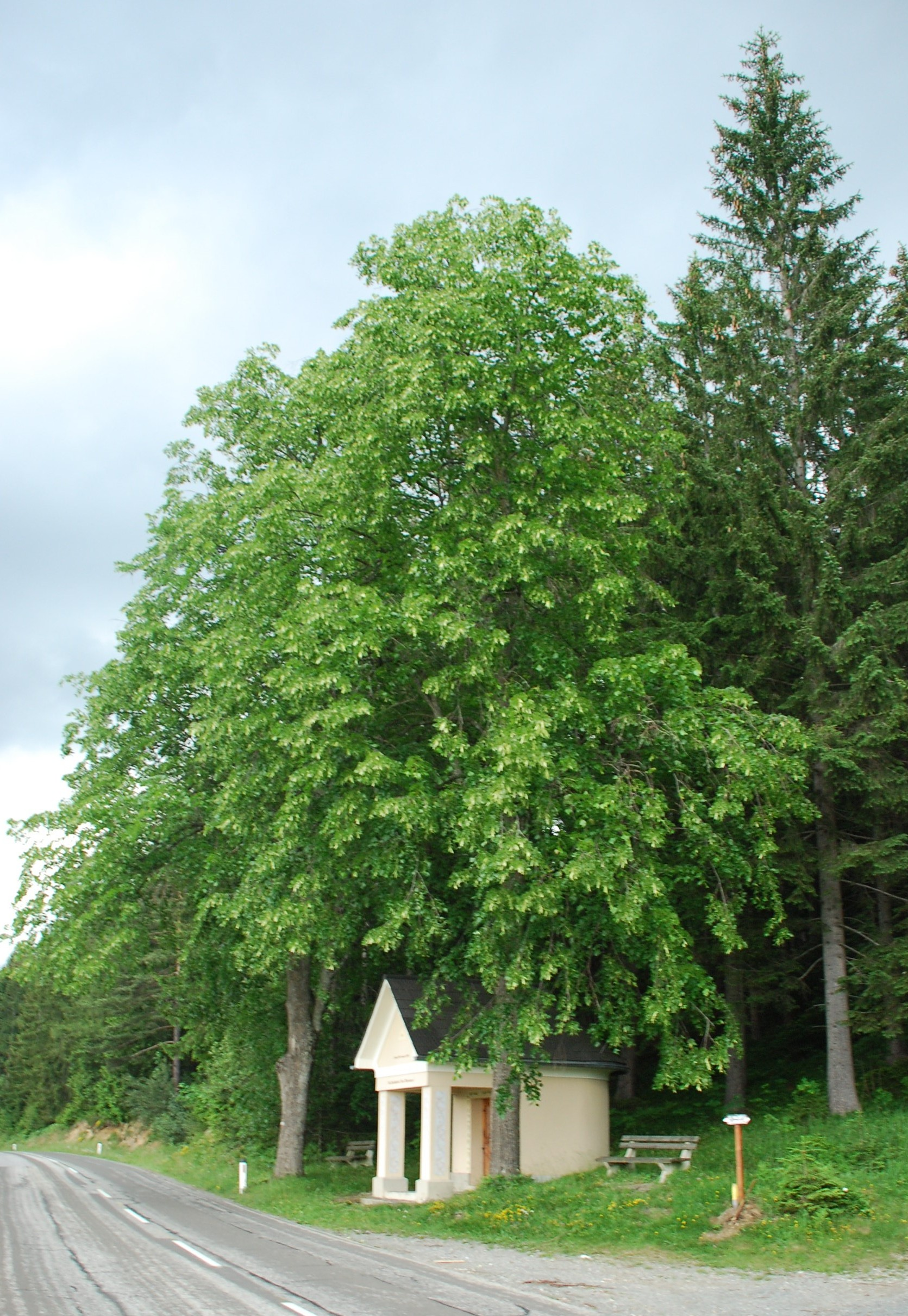
Marxbauer-Kapelle an der Hebalmstraße in Rettenbach

#### Strasser
Die geografische Lage des Bauernhofes mit diesem Namen belegt seine frühere Funktion: Der Hof liegt nicht an der Durchzugsstraße, sondern an der Ostgrenze des Gemeindegebietes auf einem Höhenrücken, von dem aus man gute Aussicht in das Tal der Laßnitz hatte (früher war die Waldbedeckung des Gebietes wesentlich geringer): Slawisch „straža“ bedeutet Warte, Wachturm (vgl. Straßgang bei Graz).

## Marxbauerkapelle
Diese Kapelle steht an der Hebalmstraße am westlichen Ortsende von St. Oswald.
Sie wird auch Reinisch-Kapelle genannt. Diese Bezeichnung ist auf den Familiennamen der Hofbesitzer zurückzuführen. Die Kapelle wurde 1874 durch Leonhard Zmugg erbaut und nach dem Zweiten Weltkrieg aufgrund eines Gelübdes renoviert: Der frühere Hofbesitzer war im Krieg gefallen, seine Gattin Juliana Reinisch gelobte die Kapelle zu erneuern, falls es ihr gelänge den Hof zu erhalten und auch einen neuen Stadel zu bauen. Das gelang. 1993 wurde die Kapelle aber bei einem Verkehrsunfall durch den Auslegekran eines Lastkraftwagens schwer beschädigt. Sie wurde – von der Straße um ein kurzes Stück zurückgesetzt – wieder aufgebaut. Sie wird von zwei Lindenbäumen umrahmt. Die Linde galt bei Germanen und Slawen als heiliger Baum.

## Veranstaltungen
Im Rösslkessel, einem Steilhang am Talschluss des Rettenbachtales, Ortsteil Rettenbach, fanden Wettbewerbe im Hillclimbing statt. Dabei war ein 165 Meter langer Steilhang (bis 60 % Steigung) mit dem Motorrad zu erklimmen. Beim 7. Wettbewerb 2007 waren 60 Fahrer beteiligt, rund 800 Zuschauer wurden verzeichnet. Der Rösslkessel liegt beim Bauernhof vlg. Resl (Reinisch). Er ist über eine Wegabzweigung von der Hebalmstraße nach dem Bauernhof vlg. Gratzen erreichbar.
Im Winter wird im Rösslkessel eine Rodelbahn betrieben. Der Einstieg zu der zwei km langen Strecke liegt an der Hebalmstraße.
In den Rettenbacher Gasthöfen Moser (Martin Moser, davor Irmgard und Karl Moser), Reinisch (Resl, Rössl), in der Rehbockhütte (Schutzhaus Freiländeralm, Hebalmwirtshaus) und beim Triftweber (Gasthof Ingrid Klug) stehen Räume für private Veranstaltungen zur Verfügung.

## Geologie
Der westliche Teil der Katastralgemeinde besteht aus Gneisglimmerschiefer, ansonsten bildet im Wesentlichen Plattengneis die Grundlage. Die Grenze zwischen diesen Gesteinen liegt westlich des Bauernhofes vlg. Leitner. Der Plattengneis („Plattengneisgewölbe“) taucht dort in den Untergrund ab.
Einzelne Plattengneisblöcke ragen in Rettenbach mehrfach über die Erdoberfläche und bilden bis zu 20 m hohe Formen, die als „Ofen“ bezeichnet werden. „Ofen“ ist (neben der Feuerstelle) eine Bezeichnung für mehr oder weniger zerklüftete Felsen bzw. -trümmer, die für sich keine Berge oder sonstige markante Formen bilden. Das Wort kommt auf der Kor- und Saualpe häufig vor, vgl. Bärofen, Großofen auf der Koralpe, Schrattelofen, Mannagetta-Ofen. Diese Felsformen haben keine eigenen Namen. Sie werden, wenn sie sich in der Nähe von Bauernhöfen befinden, als „Hausfelsen von xy“ bezeichnet. Grund dafür ist, dass Bauplätze in der Nähe solcher Felsen ein sicheres Baufundament boten und diese Flächen landwirtschaftlich ohnedies nicht gut nutzbar waren.
An den frei stehenden Felsen sind die geologischen Eigenschaften des Gesteins einfach zu bestimmen: Streichen, Fallen und Plattengneislineation. Diese Angaben sind in den geologischen Karten des Gebiets verarbeitet.
Das Tal des Gratzenbaches enthält ein geologisches Fenster, welches die Situation der Gesteinsschichten am Oberlauf der Laßnitz erklären half.

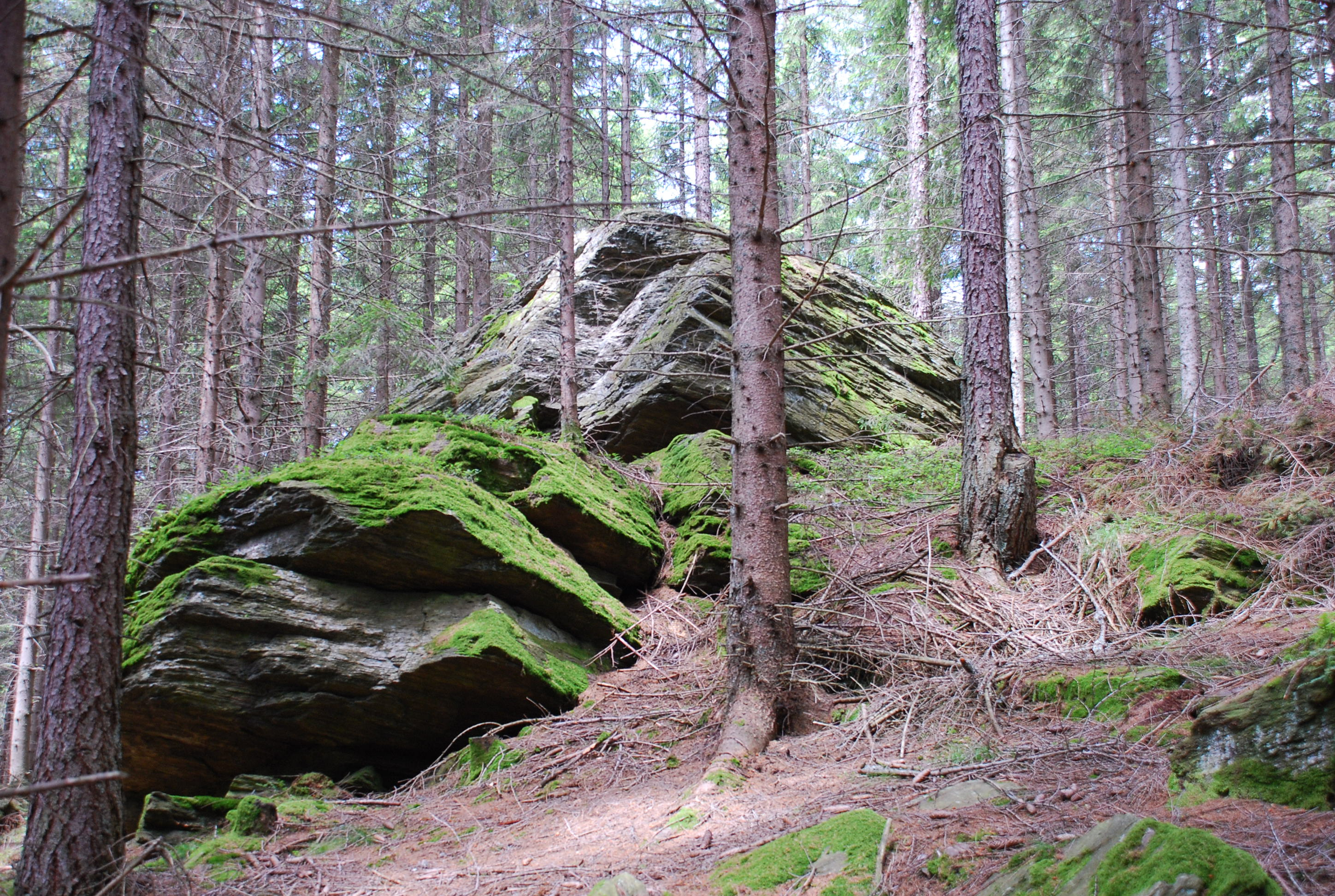
Ein „Ofen“: einzeln aufragende kleine Gesteinsformation aus Plattengneis

Die Anhöhe, auf der sich der Hof Gratzen befindet, besteht aus härterem Gestein als die Umgebung. Es handelt sich um einen Quarzgang, der bei der Gebirgsbildung als Pegmatit im Plattengneis entstanden ist.

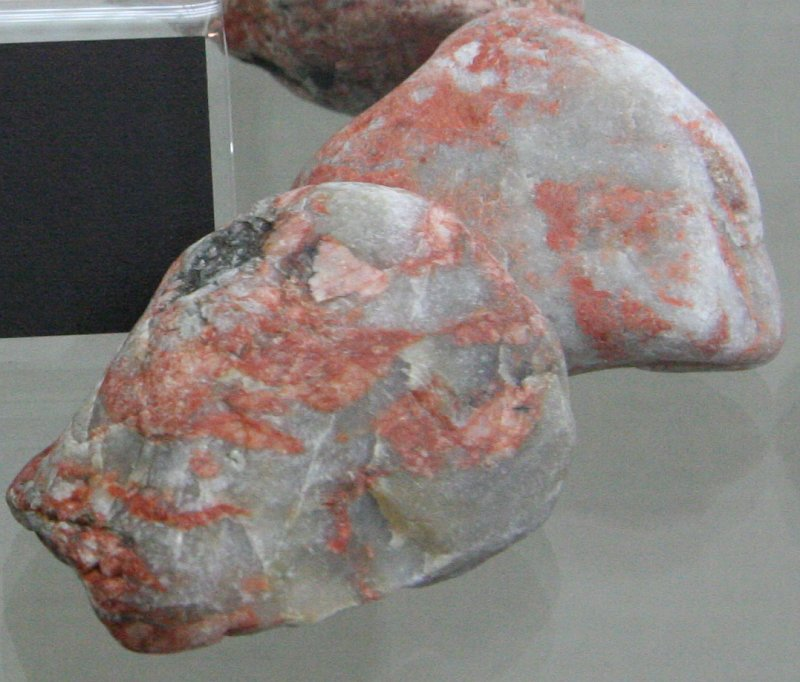
Pegmatit

Am östlichen Hangteil des Schwarzkogels oberhalb des Siedlungsgebietes befindet sich ein schmaler Streifen relativ ebener Waldflächen. Diese Verebnung ist auf eine andere Gesteinsart zurückzuführen: Dort befindet sich im Plattengneis ein Streifen von Hirschegger Gneis. Die längliche Ausdehnung dieses Bereiches beruht darauf, dass das Gebiet aus übereinandergeschobenen Gesteinsschichten (Decken) besteht. Die Koralpe ist ein Gebirgsstock, dessen Gesteine mehrfach umgewandelt und verformt (verfaltet, zerrissen) wurden. Durch Verwitterung werden der Deckenaufbau und die Kanten (Deckenstirn) der einzelnen Gesteinslagen (ähnlich den Schichten einer Torte) teilweise wieder freigelegt und die heutige Form der Berge geschaffen.
In der geologischen Karte ist dieses Gestein als „blastomylonitischer Augengneis mit Plattengneislineation“ beschrieben. Augengneise sind Gneise mit größeren Einzelmineralen im Gesteinsgefüge; blastomylonitisch bezeichnet ein (vor einer erneuten Gesteinsbildung) durch tektonische Kräfte zerriebenes Gestein, in dem sich bereits wieder neue Kristallkerne und Kristalle, hier z. B. aus Feldspat, zu bilden begonnen haben.
Südlich vom Hof vlg. Reinischhans nach Osten über den Hof vlg. Kleinahansl hinaus erstreckt sich ein Streifen Gneisquarzit. Eine Geländekante südlich des Hofes vlg. Marxbauer wird durch Pegmatite verursacht.
An einer Straßenbaustelle der Hebalmstraße südlich des Blochriegels wurden mehrere Quarzgänge aufgeschlossen. Bei einem davon wurden auf Chlorit- und Plagioklas-Kluftflächen kleine Anatas-Kristalle und Rutil gefunden.